# Geranium antisanae
Geranium antisanae es una especie de la familia de las geraniáceas.

## Hábitat
Es una especie endémica de Ecuador en Napo y Pichincha. Su hábitat natural son los pastizales subtropicales o tropicales en altitudes de 4000 a 4500 m s. n. m.

## Descripción
Es una hierba terrestre de Ecuador, donde es conocida a partir de una única población a gran altura documentada por varias colecciones. La especie  tipo fue recopilada por A.Stübel en 1870-1874, probablemente en el Antisana, y la destruyeron en el herbario de Berlín durante la Segunda Guerra Mundial; una imagen sobrevive en el Field Museum. Hay por lo menos cuatro colecciones más registrada en el decenio de 1980 y 1990 en el volcán Antisana, en el interior de la Reserva Ecológica Antisana.  Existe también la posibilidad de que las especies se produzcan en un hábitat similar en la Reserva Ecológica Cayambe-Coca. Las búsquedas en las tierras altas de los páramos, cerca de Antisana son necesarias para evaluar el estado de conservación de la única población conocida. Aparte de la destrucción de su hábitat, no se conocen otras amenazas concretas.

## Taxonomía
Geranium antisanae fue descrita por Reinhard Gustav Paul Knuth y publicado en Das Pflanzenreich IV. 129 (Heft 53): 215. 1912.
Etimología
Geranium: nombre genérico que deriva del griego:  geranion, que significa "grulla", aludiendo a la apariencia del fruto, que recuerda al pico de esta ave.
antisanae: epíteto geográfico que alude a localización en las cercanías del Volcán Antisana.
Sinonimia
- Geranium neopumilum Aedo & Muñoz Garm.
- Geranium pumilum R.Knuth[5]